# Teatr Snów
Teatr Snów – gdański teatr uliczny, założony z inicjatywy Zdzisława Górskiego i Alicji Mojko w 1986 roku. Jest uznawany za jeden z najoryginalniejszych polskich teatrów ulicznych. Poetyckie spektakle reżyserowane przez Zdzisława Górskiego, których najważniejszą inspiracją są opowiadania Brunona Schulza, były wystawiane na wielu festiwalach w Polsce (m.in. Łódzkie Spotkania Teatralne, Feta, Sztuka Ulicy) i na świecie (Awinion, Edynburg, Stocton, Petersburg, Timișoara).

## Realizacje
- Pokusa (1987)
- Republika marzeń (1989)
- Sanatorium (1990)
- Podróże (1991)
- Wizyta (1993)
- Ogród (1995)
- Księga utopii (1999)
- Żuraw (2000)
- Szafarz (2002)
- Pokój (2004)
- Stół (2007)
- Remus (2009)
- Imitacje (2009)
- Ulro (2011)
- Pielgrzymka (2012)
- Rudymenty (2014)
- Wyspa (2017)